# Grăbitoare
Grăbitoare este un vechi soi românesc de struguri.